# Chronotyp
Als Chronotypen werden in der Chronobiologie die Kategorien von Menschen bezeichnet, die aufgrund der inneren biologischen Uhr (Tag/Nacht) physische Merkmale wie z. B. Hormonspiegel, Körpertemperatur, Schlaf- und Wachphasen, Leistungsvermögen zu unterschiedlichen Tageszeiten in unterschiedlicher Ausprägung besitzen.

## Evolutionäre Entwicklung
Die Neandertaler lebten schon länger als der anatomisch moderne Mensch (Homo sapiens) in nördlicheren Erdregionen mit ausgeprägten Jahreszeiten. Als Anpassung daran entwickelten sie im Laufe der Evolution schneller laufende innere Uhren. Dies ist nämlich vorteilhaft, um die innere Uhr leichter an die sehr unterschiedlichen Tageslängen anpassen zu können. Dadurch waren sie tendenziell aber auch eher Frühaufsteher. Menschen aus Europa und Ostasien haben 2 % ihrer Gene von den Neandertalern, darunter auch eine große Zahl der Frühaufsteher-Gene. Ihre Vorfahren konnten sich dank dieser Gene schnell an diesen neuen Umweltfaktor anpassen.

## Beeinflussung des Tag-Nacht-Rhythmus
Beim Menschen und anderen Säugetieren wird in der Netzhaut, in der Zirbeldrüse und im Darm das Hormon Melatonin gebildet, welches den Tag-Nacht-Rhythmus steuert. Die Steuerung der Zirbeldrüse wird u. a. im Nucleus suprachiasmaticus, der sich im Hypothalamus befindet, lokalisiert. Es gibt Hinweise darauf, dass die unterschiedlichen Schrittmacher sich unterschiedlich auf die Schlafphasen des Menschen auswirken. Die Synchronisation mit dem astronomischen Tag-Nacht-Wechsel erfolgt über die Erregung der photosensitiven retinalen Ganglienzellen in der Netzhaut, deren maximale Lichtempfindlichkeit bei 480 nm Wellenlänge und somit im Blauen liegt.

## Die (drei bzw. sieben) Haupttypen

links: Chronotypen (z. B. „0 – 8“: die Person schläft durchschnittlich von 0 Uhr bis 8 Uhr).
rechts: Schlafmangel an Arbeitstagen bzw. an arbeitsfreien Tagen.

Wie aus dem Balkendiagramm des Zentrums für Chronobiologie am Institut für Medizinische Psychologie der LMU  ersichtlich wird, ergibt die Häufigkeitsverteilung in der Bevölkerung als Funktion der Schlafenszeit (und damit des Chronotyps) annähernd eine Normalverteilung (Glockenkurve).
Die Grafik zeigt, dass der linke aufsteigende Schenkel der Normalverteilungs-Kurve die Frühaufsteher („Lerchen“) umfasst, der Bereich um den Hochpunkt der Kurve umfasst den Normaltyp und der rechte absteigende Schenkel umfasst die Spätaufsteher („Eulen“). Der linke Schenkel der Kurve ist kürzer und steigt rascher an. Der rechte Schenkel ist insgesamt länger und steigt moderater ab. Das Zentrum für Chronobiologie unterscheidet hier sieben Chronotypen (die Farbabgaben beziehen sich auf die farbige Grafik):
- lila: „extremer Frühtyp“
- blau: „moderater Frühtyp“
- hellblau: „leichter Frühtyp“
- grün: „Normaltyp“
- gelb: „leichter Spättyp“
- orange: „moderater Spättyp“
- rot: „extremer Spättyp“

Das rechte graue Balkendiagramm zeigt den Anteil der Bevölkerung als Funktion des Schlafmangels.
Unterteilt man die Chronotypen in drei Haupttypen, entsteht folgende vereinfachte Systematik:
- 1.: Frühaufsteher („Lerche“; lila und blau in der Grafik);
- 2.: Normaltyp (hellblau und grün), der den Großteil der Bevölkerung ausmacht;
- 3.: Spätaufsteher („Eule“, „Abendtyp“, „Abendmensch“, „Nachtmensch“, „Spätrhythmiker“; gelb, orange und rot), der häufiger als der „Frühaufsteher“ vorkommt.

## Verteilung über Geschlecht und Alter

Entwicklung des Chronotyps mit dem Lebensalter (Zeit der Schlafmitte in Bezug zur Circadianen Rhythmik zwischen 3:00 und 5:30 Uhr), Institut für Medizinische Psychologie der LMU, 2012

Der Chronotyp ist im Grundsatz genetisch angelegt, ändert sich aber mit dem Alter: Kleinkinder sind fast immer Lerchen. In Pubertät und Adoleszenz entwickelt sich der individuelle Chronotyp sehr schnell in Richtung spät und erreicht mit 19,5 (weibl.) und 20,9 (männl.) Jahren ein Extrem bei durchschnittlich 4:45 Uhr bzw. 5:30 Uhr Mitte des ungestörten Schlafzeitraums (Ortszeit). In diesem Alter knickt die Entwicklung plötzlich in die entgegengesetzte Richtung ab. Im Alter von ca. 55 Jahren ist der geschlechtsspezifische Unterschied bei durchschnittlich 3:30 Uhr Mitte des ungestörten Schlafzeitraums verschwunden.
Eine nachhaltige Anpassung der Schlafzeiten an das soziale Umfeld oder berufliche Erfordernisse ist nur sehr beschränkt durch Lichttechnik möglich (morgendliche Lichtexposition mit hoher Farbtemperatur und ausreichender Beleuchtungsstärke, d. h. sehr helles blaues Licht).